# Resonantie (natuurkunde)
Resonantie (Latijn: resonare, weerklinken) is een natuurkundig verschijnsel dat voorkomt bij trillingen. Een trillend voorwerp kan een ander voorwerp in trilling brengen, doordat de trillingen via een tussenstof worden doorgegeven. Als dit andere voorwerp in het ritme van de oorspronkelijke trillingen gaat meetrillen, wordt dat verschijnsel resonantie genoemd. De trilling van dat andere voorwerp kan veel sterker zijn dan men op grond van de aanstoting zou verwachten (de trilling vindt weerklank). Resonantie kan optreden bij vrijwel elk bestaand object. Bij objecten met een kleine interne demping, bijvoorbeeld een object van metaal of glas, is resonantie sterker dan bij een object met een grote interne demping (zoals hout). 
Resonantie treedt op bij bepaalde frequenties, namelijk bij de eigenfrequenties of natuurlijke frequenties. Dit zijn frequenties waarbij in het object een staande golf kan optreden. Het zijn ook de frequenties die spontaan ontstaan als het object door een korte tik wordt aangeslagen. Als een kerkklok bijvoorbeeld wordt aangeslagen door de klepel, gaat hij trillen in zijn eigenfrequenties, en juist ook bij die frequenties veel geluid uitstralen. Door de aanslag gaat de klok bij alle frequenties trillen, maar alleen de eigenfrequenties blijven lang hoorbaar, de trillingen bij de andere frequenties sterven snel uit.
Resonantie ontstaat als een systeem wordt aangestoten met een frequentie die gelijk is aan een van de eigenfrequenties. Zelfs als de aanstoting zeer gering is, zal het object sterk gaan trillen. Buiten de resonantiefrequenties zal het systeem slechts weinig trillen. Tijdens resonantie is de amplitude van de trilling binnen de eigenfrequentie veel groter dan binnen de overige frequenties.
Bij een resonantie treedt er periodiek energie uitwisseling op. Bij een massa-veersysteem wordt telkens de potentiële energie in de veer als deze uit zijn ruststand is, omgezet in kinetische energie van de massa. Tijdens elke periode van een trilling zijn er twee maxima in kinetische energie en twee maxima in potentiële energie (met wisselend teken voor uitwijking en snelheid).
Voor de elektrische resonantiekring treedt er uitwisseling van elektrische veldenergie (in de condensator) en magnetische veldenergie (in de spoel) op.

## Massa en stijfheid
De resonantie van een natuurkundig systeem, zoals een snaar of een metalen plaat wordt bepaald door de massa en door de stijfheid. Als de massa groter wordt gaat over het algemeen de resonantiefrequentie omlaag. Als de stijfheid groter wordt gaat de resonantiefrequentie omhoog. Mechanische resonanties tussen 20 Hz en 20.000 Hz zijn hoorbaar voor het menselijk oor.
Resonantie treedt ook op in holtes gevuld met lucht of een vloeistof, en in elektronische circuits. In elektronische systemen kunnen zeer hoge resonantiefrequenties optreden (megahertz of gigahertz).
Op grotere schaal treden resonanties op in de zee, in de atmosfeer, bij de ronddraaiende bewegingen van de planeten, en in de aarde zelf. De frequenties van deze resonanties zijn over het algemeen veel lager. In plaats van over de frequentie wordt dan meestal gesproken over de trillingsperiode, die uren, dagen of maanden kan bedragen.

## Eendimensionaal massa-veersysteem
Het eenvoudigste, maar geïdealiseerde model waarin resonantie, optreedt is de harmonische oscillator. Die bestaat uit een puntmassa bevestigd aan een massaloze en dempingsloze veer die slechts in één richting kan bewegen. De veer zit aan de andere kant vast aan de aarde (die oneindig vast wordt verondersteld). De pulsatie van dit systeem is gelijk aan:
{\displaystyle \omega ={\sqrt {\frac {k}{m}}}}
Hierin is:
{\displaystyle \omega =2\pi f} de pulsatie (of hoeksnelheid) in radialen per seconde, met {\displaystyle f} de resonantiefrequentie in hertz.
{\displaystyle k} de veerconstante in N/m (of kg/s2)
{\displaystyle m} de massa in kg
Als dit eenvoudige systeem gedurende een bepaalde tijd wordt aangestoten met een frequentie die gelijk is aan de resonantiefrequentie, gaat het systeem steeds sterker trillen. Doordat er geen demping is, gaat er geen bewegingsenergie verloren, en de aanstotingsenergie wordt volledig omgezet in trillingsenergie van de massa op de veer. In een meer realistisch systeem is er wel demping, waardoor er wel energie in warmte wordt omgezet. De massa gaat dan niet steeds sterker trillen, maar er ontstaat een evenwicht. Als het systeem wordt aangestoten bij een frequentie lager dan de resonantie, gebeurt er weinig. De massa gaat met dezelfde fase op en neer als de aanstoting. Als het systeem wordt aangestoten bij een frequentie hoger dan de resonantie, gaat de massa in tegenfase bewegen, maar de beweging is dan zeer gering, omdat de massa door de veer geïsoleerd wordt van de aanstotingsfrequentie.

## Elektrische resonantie

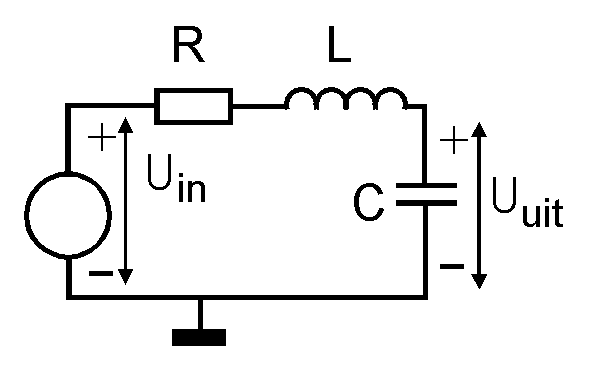
Spanningsbron met aangesloten LCR-kring

In elektronische schakelingen kan resonantie worden bereikt door een spoel en een condensator met elkaar te verbinden in een LC-kring. Als zo'n LC-kring wordt aangestoten, bijvoorbeeld door de condensator op te laden, ontstaat een oscillatie met frequentie {\displaystyle f_{0}}, waarbij periodiek energie van de condensator naar de spoel gaat en omgekeerd.
De resonantiehoekfrequentie {\displaystyle \omega _{0}} (in radialen per seconde) wordt gegeven door:
{\displaystyle \omega _{0}={\frac {1}{\sqrt {L\cdot C}}}}
Daarin is:
{\displaystyle L} de zelfinductie van de spoel in henry, en
{\displaystyle C} de capaciteit van de condensator in farad
De resonantiefrequentie {\displaystyle f_{0}} in hertz wordt gevonden uit:
{\displaystyle f_{0}={\frac {\omega _{0}}{2\pi }}}

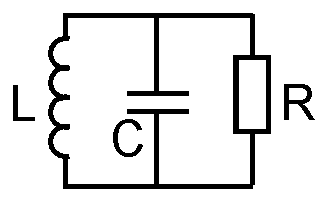
Parallelle LC-kring met demping

De karakteristieke impedantie {\displaystyle Z_{0}} (eenheid Ω) geeft het quotiënt van amplitude van spanning en stroom in de LC-kring op de resonantiefrequentie, en wordt berekend uit:
{\displaystyle Z_{0}={\sqrt {\frac {L}{C}}}}
De kwaliteitsfactor {\displaystyle Q} van een LC-kring geeft de mate van demping van de kring aan. Weinig demping geeft een grote waarde van {\displaystyle Q}. De demping, die in werkelijkheid wordt veroorzaakt door verliezen in spoel en condensator, kan in het geval van een parallelkring voorgesteld worden door een weerstand die parallel aan condensator en spoel geschakeld is. {\displaystyle Q} wordt gegeven door:
{\displaystyle Q={\frac {R}{Z_{0}}}}

### Opslingering en fasedraaiing bij aansturing van een LC-kring
In de figuur zijn de opslingering en de fasedraaiing weergegeven, die ontstaan door met een sinusvormige spanningsbron ({\displaystyle U_{\text{in}}}) met variabele frequentie een seriekring, bestaande uit een in serie geschakelde weerstand {\displaystyle R}, zelfinductie {\displaystyle L} en capaciteit {\displaystyle C} te voeden.
Voor de seriekring geldt voor {\displaystyle Q}:
{\displaystyle Q={\frac {Z_{0}}{R}}}

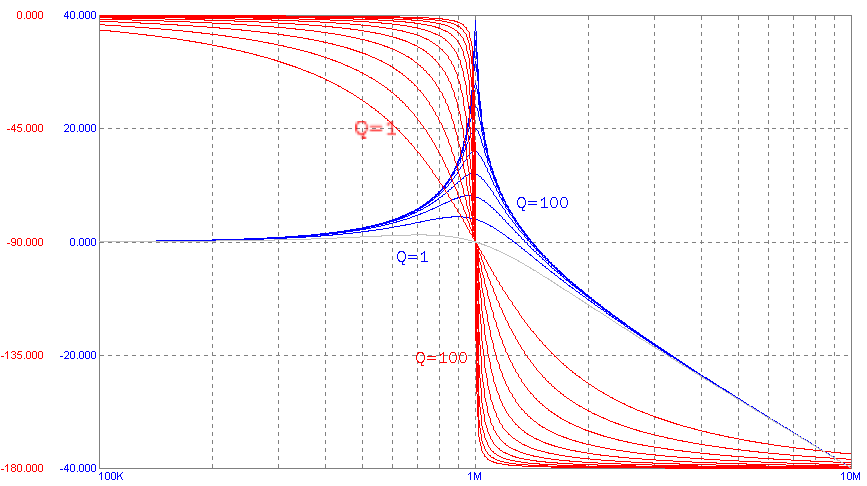
Frequentieafhankelijke opslingering in een seriekring
in dB
Fasedraaiing in graden

In de figuur is in blauw (voor {\displaystyle Q=1} grijs) de verhouding van de spanning over de condensator {\displaystyle U_{\text{uit}}} tot de ingangsspanning {\displaystyle U_{\text{in}}} uitgedrukt in dB weergegeven.
In rood is de fasedraaiing tussen {\displaystyle U_{\text{uit}}} en {\displaystyle U_{\text{in}}} weergegeven, uitgedrukt in graden uitgezet. Horizontaal de frequentie van de spanningsbron op een logaritmische schaal. De lijnen komen overeen met {\displaystyle Q} oplopend (telkens met een factor 1,59) van 1 tot 100. De maximale opslingering ten gevolge van resonantie (bij frequentie 1 MHz) is gelijk aan {\displaystyle Q}, dus een factor 10 bij {\displaystyle Q=10} (=20 dB), en een factor 100 bij {\displaystyle Q=100} (= 40 dB).
Het faseverschil gaat bij oplopende frequentie van 0° naar 180°, en treedt bij hogere waarden van {\displaystyle Q} veel abrupter op dan bij lagere waarden.

### Toepassingen
Elektrische resonantiecircuits vinden vooral toepassing in filters, bijvoorbeeld in radio en televisieontvangers, en in oscillators.
Bij filters resulteert een grote {\displaystyle Q} in een kleine bandbreedte, bij elektrische netwerken kan een hoge {\displaystyle Q} in sterke opslingering van een extern aangeboden spanning of stroom resulteren, als deze een frequentie heeft die dicht genoeg bij de resonantiefrequentie ligt.
Ook kunnen zogenaamde parasitaire (ongewenste) resonanties optreden in elektronische circuits, die snel schakelen, zoals digitale circuits of schakelende voedingen.
Zulke resonanties kunnen ontstaan omdat bijvoorbeeld printsporen op een printplaat een zekere zelfinductie hebben en elektronische onderdelen een zekere ingangscapaciteit. Er zijn dan soms maatregelen nodig om de goede werking van de schakeling te kunnen garanderen, zoals aanbrengen van extra dempers (snubbers) of het maken van een nieuwe lay-out van een printplaat.
Verder kunnen resonanties optreden in zogenaamde transmissielijnen als deze niet karakteristiek zijn afgesloten. Dat soort resonanties is sterk verwant met de resonantie in snaren, zoals hierna beschreven.

## Tweedimensionaal systeem
Een tweedimensionaal systeem wordt besproken aan de hand van een eenvoudig voorbeeld, de snaar. Een snaar die aan twee kanten wordt ingeklemd heeft meerdere resonantiefrequenties. De laagste frequentie (de grondtoon) komt overeen met een golflengte die gelijk is aan twee maal de lengte van de snaar. Als de snaar bij deze frequentie wordt aangeslagen, dan treedt een staande golf op. De snaar heeft echter in theorie oneindig veel resonantiefrequenties, met een golflengte die telkens moet passen op de lengte van de snaar. De eerste harmonische boven de grondtoon heeft een resonantie waarbij de golflengte gelijk is aan de lengte van de snaar.
In het algemeen geldt dat er een staande golf of resonantie optreedt als de lengte van de snaar, gedeeld door de halve golflengte, een geheel getal is. Bij de grondtoon is dit getal gelijk aan 1, bij de eerste harmonische gelijk aan 2, etc.
Als een snaar wordt aangestoten, bijvoorbeeld door te tokkelen, gaat zij trillen in al haar resonantiefrequenties tegelijk. De grondtoon klinkt over het algemeen het sterkste.
De resonantiefreqenties van de snaar zijn niet alleen afhankelijk van de massa en de buigstijfheid van de snaar, maar vooral van de spanning in de snaar. Daarom kan een snaar van een muziekinstrument worden gestemd door de spanning te veranderen. Hetzelfde geldt voor de spanning in een trommelvel, bij een pauk bijvoorbeeld.
Een trillend vlak, zoals een vloeistofoppervlak of een paneel van een muziekinstrument kan ook op verschillende manieren in resonantie raken.

## Andere meerdimensionale systemen
Andere meerdimensionale systemen zijn bijvoorbeeld een vat met lucht, zoals een fles (zie ook Helmholtz resonator). Als de lucht wordt aangestoten (bijvoorbeeld door over de fles te blazen) gaat de lucht in de fles trillen. Door de resonantie wordt deze trilling bij bepaalde frequenties versterkt (er wordt energie opgenomen uit de stromende lucht). Er wordt dan een duidelijk geluid hoorbaar bij de resonanties die in de lucht van de fles optreden.
Dit type resonantie wordt toegepast bij een resonator van een xylofoon of de klankkast van een viool of ander strijkinstrument. Zonder deze klankkast en de optredende resonanties zou de klank van de snaar zeer zacht zijn en vrijwel niet hoorbaar. In een piano werkt de achterwand, waarop de snaren zijn bevestigd als klankbord. Door de grootte en het gewicht van dit bord treden zoveel resonanties op dat vrijwel bij elke snaar versterking van het geluid optreedt.
Het geluid in een zeeschelp dat gehoord wordt als die bij het oor wordt gehouden, wordt ook verklaard door resonanties in de ingewikkelde vorm van de holte.

## Nagalm
Het verschijnsel resonantie veroorzaakt ook dat er nagalm optreedt. Als de aanstoting stopt, blijft het resonerende systeem nog doortrillen. Hoe kleiner de demping is, des te groter is de trilling van het systeem, en des te langer is dan ook de nagalmtijd.

## Schommelen

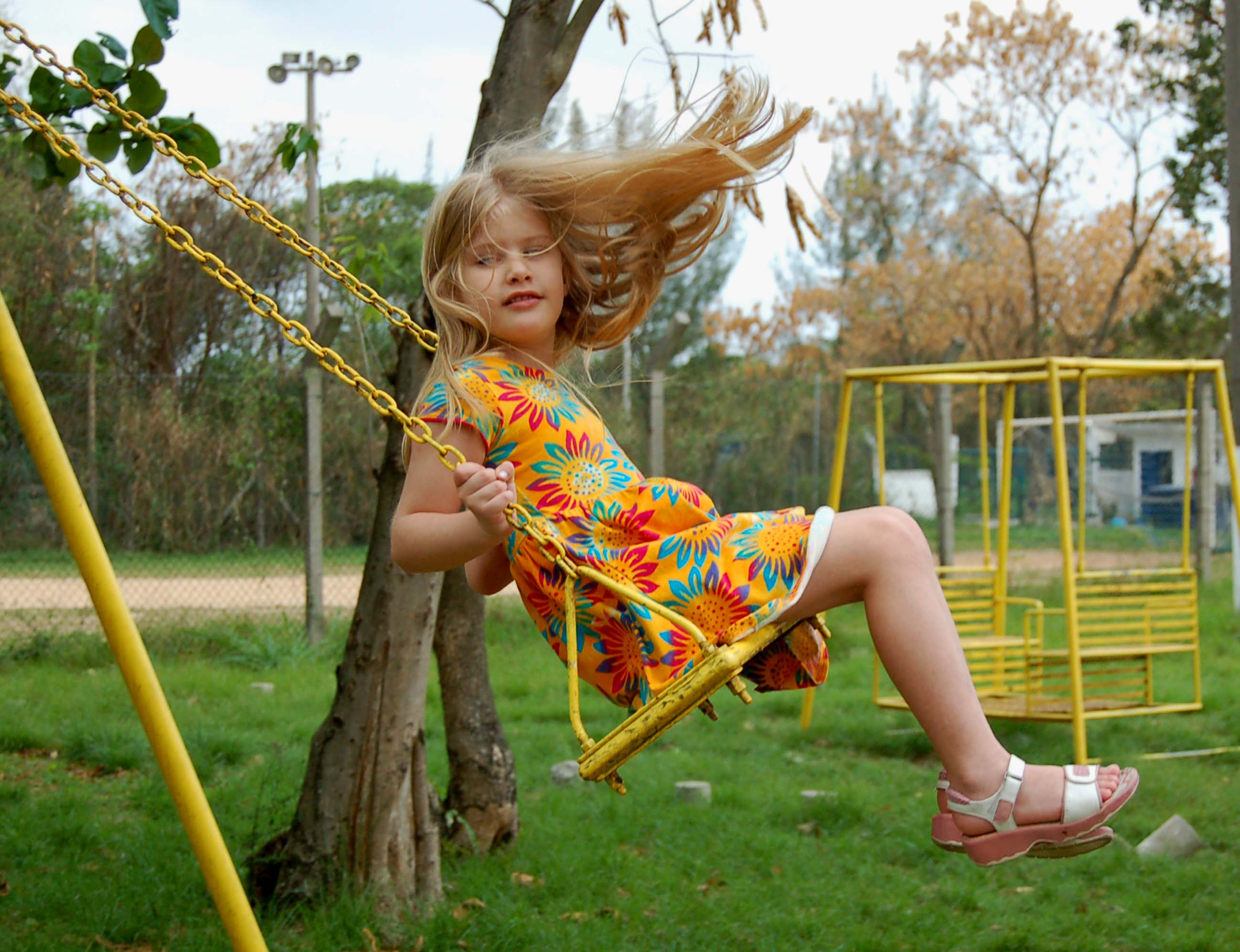
Bij het duwen van een persoon op een schommel is het belangrijk op het juiste moment te duwen.

Een alledaags voorbeeld van resonantie is: schommelen. Als iemand op een schommel op willekeurige momenten een zetje geeft, dan gebeurt er niet veel. Maar als de schommelaar telkens precies op het juiste moment een klein zetje geeft, kan hij hoog zwaaien. Dat komt doordat de schommel de energie van elke zet behoudt (behoudens een klein verlies door wrijving) en bij de juiste timing de energie van elke zet steeds bij de beschikbare energie wordt opgeteld. De totale energie (die bestaat uit de som van de bewegingsenergie en de potentiële energie in het zwaartekrachtveld) neemt zo voortdurend toe.